# Bernard Herrmann
Bernard Herrmann, né le 29 juin 1911 à New York et mort le 24 décembre 1975 à Los Angeles, est un compositeur et chef d’orchestre américain. Il doit sa réputation internationale aux musiques qu'il écrivit pour les films d'Alfred Hitchcock.
Il débuta à Hollywood en 1940 en composant la musique du film Citizen Kane d'Orson Welles. Il fut redécouvert à la fin de sa vie par la génération du Nouvel Hollywood pour laquelle il écrivit et dirigea ses dernières partitions (Taxi Driver de Martin Scorsese). Il s’illustra aussi par ses compositions et directions pour la radio et la télévision. Il est considéré comme un des plus grands compositeurs de l'histoire du septième art.

## Biographie

### Apprentissage (1911-1933)
Bernard Herrmann naît à New York en 1911. C'est le premier enfant d'une famille juive ashkénaze d’origine russe. Son père Abraham encourage vivement dès le plus jeune âge l'éducation musicale de ses deux fils. Celle-ci passe, pour l'aîné, par l’apprentissage du violon, instrument pour lequel il ne développe pas d’aptitude particulière. En revanche, il s’illustre rapidement par ses talents pour la composition en remportant à treize ans un premier prix de 100 dollars pour une pièce illustrant Les Cloches de Paul Verlaine. Son initiation à la composition passe par la découverte du Grand traité d’instrumentation et d’orchestration modernes d’Hector Berlioz, son livre de chevet (l'influence exercée sur Herrmann par Berlioz est perceptible en particulier dans l’utilisation d’instruments non conventionnels). Herrmann, qui est et restera un lecteur insatiable, se lie à la même époque d'une d'amitié très forte avec le futur écrivain et cinéaste Abraham Polonsky.
Inscrit comme élève en 1927 à la remarquable DeWitt Clinton High School, il fait la connaissance du futur compositeur Jerome Moross, dont il partage les ambitions. Régulièrement, il se glisse dans les studios d’enregistrement du Carnegie Hall pour observer le travail de chefs d’orchestre de renom tel Willem Mengelberg ou Leopold Stokowski. Il s’imprègne à la même époque des œuvres de Maurice Ravel et Debussy qui constitueront ses influences majeures pour leur vocabulaire largement impressionniste. Sa passion pour des compositeurs singuliers se développe conjointement. Tout particulièrement Edward Elgar et Charles Ives, futur ami dont il défendra énergiquement le travail, avec lequel il se familiarisera avec de nouvelles structures rythmiques et harmoniques ainsi qu'avec la musique populaire américaine.
L'année 1928 marque le début d’une grande amitié avec Aaron Copland, dont il rejoint le groupe des jeunes compositeurs. Sa personnalité, son érudition et son appui seront déterminants dans le développement de la carrière du jeune Herrmann. La nouvelle scène musicale new-yorkaise est alors en ébullition, à l'image d'un George Gershwin avec lequel l'étudiant peu zélé partage ses après-midis. Des enseignements qu'il suivra avec son ami Moross à l’université de New York et à la Juilliard School jusqu’en 1932, les quelques cours de Percy Grainger auront le plus d'influence. Le savoir encyclopédique de l'Australien excentrique, son ouverture la plus large vers toutes les formes de musique et son intérêt pour les compositeurs tombés dans l'oubli marqueront durablement l'élève qui aspire à s'affranchir des conventions.
Herrmann réunit l'année suivante un premier orchestre de trente musiciens, le New Chamber Orchestra of New York, qui constitue alors son médium principal pour faire entendre sa musique.

### Les années CBS (1934-1939)
En 1934, l'occasion s'offre à lui d'entrer à CBS (Columbia Broadcasting System) comme chef d’orchestre . La radio est alors le média populaire incontournable dont le dynamisme et le penchant pour l'innovation répondent à ses attentes. Cette période est pour lui l’occasion de s’illustrer rapidement dans la composition de musique pour pièce radiophonique et de défendre certaines de ses convictions (en soutenant le travail de Charles Ives, notamment). Il poursuit parallèlement son travail personnel, commençant deux années plus tard l’écriture de sa première pièce de concert, Moby Dick, cantate achevée en 1938. En 1937, Herrmann s’est imposé comme l'un des compositeurs pour radio les plus brillants et assurément l'un des plus prolifiques.
Il rejoint alors la dynamique et prestigieuse équipe du Columbia Workshop emmenée par Norman Corwin et Orson Welles. L'année suivante, le poste de compositeur et chef d’orchestre attitré du Mercury Theater on the Air de Welles, première équipe complète de théâtre à œuvrer pour la radio, lui échoit naturellement. Leur retentissante adaptation de La Guerre des mondes de H. G. Wells fait souffler un vent de panique sur le pays et met les deux hommes dans la lumière.

### Débuts à Hollywood (1939-1947,1951-1955)
En 1939, Welles convainc son ami de le suivre à Hollywood. Citizen Kane (1941), fruit de leur première collaboration, a un retentissement majeur. À l’image du film, la musique, de par sa construction et la richesse des apports divers, marque un tournant dans l’histoire de la musique de film.
Herrmann signe, la même année, la musique très ambitieuse de Tous les biens de la Terre (The Devil and Daniel Webster) de William Dieterle, pour laquelle il s’autorise de nombreuses expérimentations (peinture sur bande, overdubbing). Nommé aux Oscars cette année-là pour ces deux premiers coups d’essai, il remporte la statuette pour le second. La Splendeur des Amberson (The Magnificent Ambersons) marque le terme de la collaboration avec Welles, le compositeur ne lui pardonnant pas de s’être incliné devant le remontage du film opéré par les studios. Refroidi par cette expérience, Herrmann tardera de fait à embrasser pleinement la carrière qui s'ouvre à lui dans le cinéma.
L’intransigeance, le caractère irascible d’Herrmann qui n’hésite pas à sacrifier une amitié pour un bon mot assassin lui vaudront d’ailleurs de perdre progressivement un nombre important d’amis et de soutiens. Ce manque d’appui pénalisera clairement l’épanouissement de sa carrière de chef d’orchestre à laquelle il tient plus que tout mais pour laquelle il ne soulèvera jamais une adhésion suffisante. De même, ses quelques œuvres de concert (il achève sa Symphonie en 1941) ne connaîtront qu’un succès saisonnier.
Pour Joseph L. Mankiewicz, il signe en 1947 la musique du film L'Aventure de madame Muir (The Ghost and Mrs. Muir), œuvre qu’il présentera par la suite comme sa composition la plus réussie. Herrmann, toujours enraciné à New York, rompt alors avec le cinéma et quitte la Californie. Tout en poursuivant durant toutes ces années son travail pour la radio où son statut lui garantit des libertés exceptionnellement accordées au cinéma, il achève en 1951, après huit ans de travail, son opéra Wuthering Heigths. Cet accomplissement non fécond couplé au démantèlement de l'orchestre de CBS pousse Herrmann à reconsidérer sa position vis-à-vis d'Hollywood.
Sa collaboration au film Le Portrait de Jennie avait été pour lui l’occasion d’appréhender une première fois la composition pour l'instrument électronique singulier qu’est le thérémine. Pour son retour non attendu sur la côte ouest, il concrétise cette tentative avec la musique du Jour où la Terre s'arrêta (The Day the Earth Stood Still) de Robert Wise (1951), qui définira pour longtemps la musique de film de science-fiction. Est assemblée pour l’occasion une véritable section de thérémines appuyée par des violons, basses et guitares électriques. Jouer sur des compositions peu orthodoxes d’orchestres sera une constante de l’œuvre d’Herrmann.

### Les années Hitchcock (1955-1966)
L’année 1955 marque le début de sa collaboration avec Alfred Hitchcock qui reste un modèle du genre. Les trois premières œuvres sont souvent jugées moins significatives : Mais qui a tué Harry ? (The Trouble with Harry) (1955) et Le Faux Coupable (The Wrong Man) (1956) ont une coloration qui détonne dans l’image commune que l’on se fait de l’œuvre d’Herrmann. L'Homme qui en savait trop (The Man Who Knew Too Much) (1956) comporte quant à lui une chanson (Que Sera, Sera) imposée par la production du fait de la présence de Doris Day et son point culminant reste la cantate du compositeur Arthur Benjamin utilisée pour la première version du film, qu’Herrmann estime humblement insurpassable et qu’il se contentera donc de réorchestrer et qu'il dirige en personne dans le film.
En 1958, Hitchcock offre enfin à Herrmann un projet à la pleine mesure de ses ambitions et de son talent. La partition qu’il délivre pour Sueurs froides (Vertigo) est une œuvre majeure à laquelle le film ouvre de grandes plages non dialoguées où elle peut s’exprimer pleinement. Le thème principal où résonnent fortement les échos du Liebestod du Tristan et Isolde de Richard Wagner se déploie sur plus de cinq minutes. La thématique du film est en outre proche des aspirations d’Herrmann, que l’on classe dans la famille des compositeurs romantiques.
Son travail sur La Mort aux trousses (North by Northwest) l’année suivante est aussi d’une facture exceptionnelle, avec notamment son ouverture construite sur un improbable fandango à la dynamique époustouflante. 
En 1960, il obtient enfin la totale adhésion du plus grand nombre avec sa musique pour Psychose (Psycho), modèle absolu du genre, dont la forte singularité est d’être écrite uniquement pour des cordes. La musique qu’il impose pour la scène de la douche, qu’Hitchcock avait prévu d’habiller d’un silence froid, restera sa signature, entrera dans le patrimoine commun et constitue sûrement la pièce de musique de film la plus citée et la plus reproduite.
Parallèlement, Herrmann entame une collaboration avec le producteur Charles H. Schneer et le maître de l’animation Ray Harryhausen : Le Septième Voyage de Sinbad (The 7th Voyage of Sinbad) en 1958, L'Île mystérieuse (Mysterious Island) en 1961 et Jason et les Argonautes (Jason and the Argonauts) en 1963. Le fruit de ce travail sous-évalué à l’époque est fastueux car l’illustration de sujets à caractère fantastique légitime toutes les tentations d’Herrmann à composer pour des ensembles orchestraux aux compositions improbables (notamment des sections de cuivres imposantes).
Enfin le compositeur ne manque pas son rendez-vous avec la télévision, le média qui monte en puissance. Rod Serling fait naturellement appel à lui pour habiller sa remarquable série La Quatrième Dimension (The Twilight Zone) dont il signe la musique de nombreux épisodes, à commencer par le pilote et le générique de la première saison. Mettre en musique plusieurs épisodes de la série Alfred Hitchcock présente s'impose aussi naturellement.
Ses deux dernières musique de film avec Hitchcock seront Les Oiseaux (The Birds) (1963), film qui ne comporte pas de musique mais un assemblage de sons échantillonnés ou synthétiques, et Pas de printemps pour Marnie (Marnie) (1964).
Le travail effectué par Herrmann pour Le Rideau déchiré (The Torn Curtain) (1966) ne satisfait pas Alfred Hitchcock. En effet, Herrmann, qui n’avait tenu compte d’aucune des recommandations, fut finalement rejeté par le réalisateur sous la pression des studios qui se projettent dorénavant vers des musiques ayant un potentiel commercial évident. Ce rejet pousse Herrmann, orgueilleux, à quitter la Californie avec sa famille pour aller s'installer à Londres.

### Londreset la génération dunouvel Hollywood(1966-1976)
La sollicitation de François Truffaut pour composer la musique de Fahrenheit 451 (1966) touche Herrmann et vient à point. Les deux hommes, réunis sous l'ombre d'Hitchcock, se vouent une admiration mutuelle qui durera jusqu'à la fin. Il écrit pour l'occasion l'une de ses plus belles partitions depuis Psychose. Leur seconde collaboration, La mariée était en noir, ne comblera pas le réalisateur dans la même mesure (c'est d'ailleurs l'un des films qu'il regrette le plus d'avoir tourné)[réf. nécessaire]. La carrière du compositeur pour le cinéma est alors mise en sommeil.
À cheval entre la Californie et Londres (où il ne s'installera définitivement qu'en 1971), Herrmann profite de ces années de faible activité pour réenregistrer, souvent à ses frais, certaines de ses propres œuvres ou celles de compositeurs qu'il admire (Sibelius, Dukas, Liszt, Holst, Raff, Satie, Debussy). Ces enregistrements suscitent rarement un grand enthousiasme (exception faite de celui de la seconde symphonie de Ives). Son plus grand accomplissement personnel durant cette période reste l'enregistrement de son opéra, œuvre qu'il entend pour la première fois.
Deux tentatives malheureuses dans le registre de la comédie musicale, plusieurs projets pour le cinéma avortés (L'Obsédé de Wyler, L'Exorciste de Friedkin), d'autres rares sans éclats (où il verse souvent dans l'autocitation) nourrissent l'amertume d'un Herrmann à la santé déclinante.
L’année 1973, la génération dite du « Nouvel Hollywood » ayant pris le pouvoir, marque pourtant le début d’un regain d’intérêt pour le travail du compositeur. Brian De Palma, pressé par son monteur, a l’audace de lui demander d’écrire la musique de son Sœurs de sang (Sisters) (1973). Grâce à cette collaboration fructueuse, le jeune public découvre l’univers d’Herrmann. Ils enchaînent ensemble avec Obsession (1976), travail pour lequel le compositeur, fatigué, donne beaucoup de lui-même et dont il sort éprouvé. Pour Martin Scorsese, il signe sa dernière partition (Taxi Driver [1976]), musique singulière et inspirée. Il décède le soir du dernier jour d’enregistrement ; le film lui est dédié.

## Contribution de Bernard Herrmann à la musique de film

### Contexte
En 1940, le monde de la musique de film hollywoodien est dominé par des compositeurs issus de l’immigration d’Europe de l’Est, formés parfois par des grands maîtres du classique (Richard Strauss et Gustav Mahler notamment). Cette situation est d’autant plus figée que le système hollywoodien est alors bâti sur les studios, auxquels les artistes sont fortement liés via des contrats.
Les maîtres d’alors (Erich Wolfgang Korngold, Max Steiner, Dimitri Tiomkin et l’exception américaine Alfred Newman) produisent une musique dont les qualités intrinsèques ne peuvent pas être mises en cause mais dont l'adéquation avec ce nouveau médium qu’est le cinéma est discutable. Ils font preuve d’un académisme assez strict caractérisé par l'usage d'orchestres symphoniques amples, d'harmonies riches et luxueuses et de longues lignes mélodiques expressives. Des tentatives concluantes de réflexion sur les spécificités de cette musique sont pourtant conduites, comme le travail de Max Steiner sur King Kong ou les œuvres de Miklós Rózsa pour certains films de genre.

### Le cas Herrmann
Herrmann bouleverse cet académisme en synthétisant ce qui sera la musique de film moderne. Parmi les particularismes de la musique d’Herrmann, on peut dégager un usage poussé de la dissonance et l'utilisation d'accords augmentés et de structures harmoniques sibyllines construites sur des intervalles et accords empilés, souvent minimalistes, lancinantes et hypnotiques et qu'il laisse parfois irrésolues. Herrmann fait une utilisation fréquente de motifs musicaux (ostinato) qui lui permettent de s’accorder au rythme propre du film induit par le montage, qui se traduit aussi par une réactivité et une productivité saluées par ses collaborateurs lors des inévitables remontages. Il s'accorde également une grande liberté en matière d’orchestration : ces compositions n’étant pas destinées à être reproduites en concert, Herrmann ne veut rien s’interdire. Il étend ainsi considérablement son vocabulaire et ne cesse de s’ouvrir à de nouvelles techniques : instruments électriques, électroniques, over-dubbing, bandes inversées, etc.
L'ouverture de Psychose en est une parfaite illustration. L'orchestration est inédite car elle n'utilise que des cordes, alors que le film est un thriller qui touche à l'horreur. Mais Herrmann utilise ces cordes de manière percussive en pizzicato, à la manière de la Musique pour cordes, percussion et célesta de Béla Bartók, pour créer un effet dramatique. L'incise de quatre notes qui ouvre le film et qui revient dans toute l'ouverture est un accord renversé de quinte augmentée (fa# – ré – sib), à laquelle sa semi-dissonance donne une couleur inquiétante. L'ouverture elle-même est constituée de fragments répétés qui reviennent sans cesse et sans transition, ce qui lui donne un caractère lancinant et hypnotique et crée une forte tension. Ainsi, le motif « tourbillonnant » de la pièce est contrepointé avec des accords semi-dissonants : triton, quinte diminuée, octave diminuée, etc. Enfin, les fragments percussifs sont des secondes et des septièmes irrésolues qui placent l'auditeur dans une situation d'inconfort sonore. Même la déchirante mélodie lyrique des violons, qui apparaît trois fois, est corrompue par son accompagnement : un ostinato de croches par les basses, dont le grondement en batteries de sixtes majeures empêche un apaisement. Tous ces éléments font de l'introduction de Psychose un morceau presque entièrement dissonant et atonal. L'œuvre se termine par un accord de septième irrésolue à l'image du film : « sans résolution ». On retrouve donc dans cette partition toutes les audaces du compositeur.
On[Qui ?] reproche parfois à Herrmann d’avoir sacrifié la complexité de sa musique à l’efficacité, en faisant parfois usage d’un nombre trop faible de notes. Il est vrai qu'Herrmann développe rarement des mélodies. Mais il brille dans l’illustration de sentiments exacerbés - passion amoureuse, terreur et psychose - auxquels l’ostinato donne corps efficacement, soutenu par les dissonances et les orchestrations perturbées. La « simplicité » du matériel musical confère à sa musique une capacité d’imprégnation immédiate et durable sur l’auditeur. Sa signature musicale est immédiatement identifiable.

### Héritage
Le travail d’Herrmann est d’une facture moderne et solide qui supporte aisément la marque du temps[non neutre]. On peut supposer que sa carrière était sur le point d’être relancée[réf. nécessaire] : il devait travailler sur le Carrie de Brian De Palma et Steven Spielberg avait tenu à le rencontrer lors de ses dernières séances d’enregistrement.
Certains compositeurs actuels revendiquent cet héritage. John Williams signe en 1978 une partition aux accents indiscutablement herrmanniens pour Furie de Brian De Palma et le E.T. l'extra-terrestre de Steven Spielberg en 1982. Danny Elfman, pour lequel les films Harryhausen-Herrmann furent une révélation, élabore pour Edward aux mains d'argent une musique que l’on peut rapprocher du Fahrenheit d’Herrmann. Sa composition pour Mars Attacks! est un pastiche autant qu'un hommage appuyé à celle écrite pour Le Jour où la Terre s'arrêta (The Day the Earth Stood Still).
De même, les fameuses cordes stridentes illustrant la scène de la douche dans Psychose ont été reprises dans un grand nombre de films d'horreur, comme Vendredi 13. Dans le film d'horreur Re-Animator de Stuart Gordon (1985), le thème principal du compositeur Richard Band rappelle celui de Psychose.
L’œuvre d’Herrmann survit aussi plus simplement au travers de citations. On peut citer les compositions reprises presque intégralement pour deux remakes de films dont il avait composé la musique originale : Les Nerfs à vif (Cape Fear) de Martin Scorsese et Psychose de Gus Van Sant, réorchestrés respectivement par Elmer Bernstein et Danny Elfman. La signature efficace du premier est aussi employée dans Charlie's Angels : Les Anges se déchaînent !. Quentin Tarantino fait un emprunt à la bande originale de Twisted Nerve (1968) dans le premier volume Kill Bill (2003).
Enfin, l'emploi répété d'ostinato fait de la musique d'Herrmann une candidate idéale au sampling pour l'élaboration de boucles. En 2002, le groupe The Cinematic Orchestra construit son morceau The Man With a Movie Camera sur un échantillon de la partition du film Le Septième Voyage de Sinbad. Le « motif » du prélude de Psychose sert de sample dans le morceau Gimmie some more de Busta Rhymes .

## Listes des œuvres

### Musiques de films
- 1941 : Citizen Kane d'Orson Welles profite de la dynamique de travail forgée lors de leurs expériences radiophoniques. Welles offre en outre au compositeur le luxe de travailler sur le film dès le début de sa production, soit douze semaines. La richesse des apports (musique américaine via des pastiches ou des compositions existantes) caractérise cette œuvre de style néoromantique où les méthodes de travail du compositeur pour la radio transpirent plus que dans aucune autre de ses réalisations suivantes (dans l'utilisation des ponts, notamment). Il y impose son style non mélodique, l'usage de leitmotiv, dès l'ouverture à l'orchestration déjà singulière. Il privilégie la ponctuation là où le remplissage (fond sonore) faisait règle[12]. Il compose pour l'occasion l'aria d'un opéra fictif[40].
- 1941 : Tous les biens de la Terre (The Devil and Daniel Webster ou All That Money Can Buy). Herrmann profite encore une fois de condition de travail rares puisque Dieterle, qui l'implique tout au long de la production, le convie à la projection des rushs, place en lui toute sa confiance (il n'entendra les premières notes qu'au premier jour d'enregistrement)[41]. Américaine par essence, nourrie de mélodies traditionnelles, la musique est enrichie d'expériences sonores fruits de la collaboration étroite du compositeur avec l'ingénieur du son James.G Stewart (avec lequel il avait déjà travaillé sur Kane). Peinture sur bande, intégration et détournement d'échantillons sonores ou superposition de multiples prises de son pour produire un solo de violon surnaturel et endiablé[13]. De ce travail, Herrmann, qui a toujours refusé qu'on le réduise à un compositeur pour musique de film, tirera une pièce concert (The Devil and Daniel Webster suite).
- 1942 : La Splendeur des Amberson (The Magnificent Ambersons) d'Orson Welles. La moitié de la musique d'Herrmann disparaît dans le remontage effectué par le studio, à commencer par les deux nocturnes.
- 1944 : Jane Eyre de Robert Stevenson ravive l'intérêt d'Herrmann pour l'univers des sœurs Brontë au point qu'il s'engage dans la composition de son opéra[42]. Pour son entrée à la 20th Century Fox, le royaume d'Alfred Newman, il produit une de ses musiques les plus conventionnelles.
- 1945 : Hangover Square de John Brahm. Partition très remarquée d'Herrmann dont le point culminant est le Concerto Macabre pour piano dont l'écriture précède la réalisation du film[43] (luxe rarement offert). Dans cette pièce de nature litzienne d'une durée de dix minutes, le compositeur fusionne les trois mouvements et convoque les dissonances et ruptures en écho au désordre psychologique du protagoniste principal. Selznick, fortement impressionné, propose à Herrmann de travailler sur le prochain film d'Alfred Hitchcock (La Maison du docteur Edwardes), demande qu'il réitère ensuite pour Le Procès Paradine.
- 1946 : Anna et le Roi de Siam (Anna and the King of Siam). Herrmann, qui a pris le soin de se documenter, délivre ne musique en miroir du film. De tonalité orientale mais restituée par un orchestre traditionnel[44]. Cet exercice est pour lui l'occasion d'appréhender pour la première fois l'échelle pentatonique pélog javanaise dans son travail pour le cinéma. Sélectionnée aux Oscars.
- 1947 : L'Aventure de madame Muir (The Ghost and Mrs. Muir) de Joseph L. Mankiewicz. La thématique du film entre en résonance avec les aspirations romantiques du compositeur. Cette musique, une des plus personnelles qu'il ait composées pour le cinéma, partage d'ailleurs quelques motifs avec Wuthering Heigths, l'opéra sur lequel il travaille depuis des années. Les deux œuvres sont intimement liées. L'évocation des flux, reflux et agitations des éléments marins (qui font écho aux transports d'âme de l'héroïne), par son approche impressionniste, peut être rapprochée de certaines œuvres de Debussy (La Mer) ou de compositeurs britanniques comme Benjamin Britten (« Peter Grimes ») ou Ralph Vaughan Williams, pour lesquels Herrmann n'a jamais caché son admiration. La partition se caractérise aussi par un usage poussé du leitmotiv.
- 1948 : Le Portrait de Jennie (Portrait of Jennie) (non crédité).
- 1951 : Le Jour où la Terre s'arrêta (The Day the Earth Stood Still de Robert Wise. Ce film marque le retour du compositeur au premier plan (dans l'esprit des studios et du public tout du moins). Il est célèbre pour l'usage qu'il y fait d'instruments électroniques et électriques (violons, basses, guitares, thérémines appuyés par quatre pianos, quatre harpes et une section imposante de cuivres)[19].
- 1951 : La Maison dans l'ombre (On Dangerous Ground). L'engagement d'Herrmann pour la musique de film est dès lors entier. Il se traduit dans les faits par la liberté qu'il s'accordera dorénavant à s'écarter des orchestrations conventionnelles (se permettant de déséquilibrer totalement les orchestres des studios, ce qu'il est considérablement plus difficile d'obtenir pour la production de pièces de concert). Le style Herrmann est posé. Dans la deuxième partie de ce film, on reconnaît dans le thème musical associé à la poursuite du malfaiteur une première version du célèbre thème de la poursuite dans La Mort aux trousses de Hitchcock.
- 1952 : L'Affaire Cicéron (Five fingers) de Joseph L. Mankiewicz.
- 1952 : Les Neiges du Kilimandjaro (The Snows of Kilimanjaro) d'Henry King.
- 1953 : La Sorcière blanche (White Witch Doctor).
- 1953 : Tempête sous la mer (Beneath the 12-Mile Reef) dont les neuf harpes[45] annoncent ses futures compositions pour les films d'Harryhausen.
- 1953 : Capitaine King (King of the Khyber Rifles) remarquable pour son très large emploi des rythmes et modes orientaux (échelle pentatonique pélog javanaise).
- 1954 : Le Jardin du diable (Garden of Evil) d'Henry Hathaway.
- 1954 : L'Égyptien (The Egyptian) (coécrit avec Alfred Newman).
- 1954 : L'Homme du Kentucky (The Kentuckian) de Burt Lancaster est la seconde incursion du compositeur dans le genre du Western. Une de ses pièces les moins sombres.
- 1955 : Le Prince des acteurs (Prince of Players) de Philip Dunne
- 1955 : Mais qui a tué Harry ? (The Trouble with Harry) d'Alfred Hitchcock. Singulière pour ses couleurs orchestrales, cette musique écrite pour une petite formation de vents et cordes (complétée par quatre cors et une harpe mais exempte de percussion) réexploite des thèmes écrits en 1952 pour le programme radio 'Crimes Classics'[46]. Singulière aussi comme l'unique comédie habillée par le compositeur. Il réutilisera plusieurs fois cette formation (L'Homme du Kentucky, Blue-jean, Tender Is the Night, Joy in the Morning) pour ses musiques de film qui restent parmi les plus confidentielles.
- 1956 : L'Homme qui en savait trop (The Man Who Knew Too Much) d'Alfred Hitchcock. Peu de place pour la musique d'Herrmann sur ce film. À son crédit, la réorchestration de la cantate d’Arthur Benjamin enrichie d'un orgue, de harpes et de cuivres dont les partitions expressives portent la marque du compositeur.
- 1956 : Le Faux Coupable (The Wrong Man) d'Alfred Hitchcock, musique qui se distingue pour son incursion timide (en accord avec le sujet du film) dans le monde du jazz. Composée pour une petite formation, la musique reste en retrait. Le prélude est une des rares pièces gaie et enlevée produite par Herrmann.
- 1956 : L'Homme au complet gris (The Man in a Grey Flannel Suit'') de Nunnally Johnson.
- 1956 : Williamsburg (Williamsburg: the Story of a Patriot).
- 1957 : The Hatful of Rain de Fred Zinnemann.
- 1958 : Le Septième Voyage de Sinbad (The 7th Voyage of Sinbad) coréalisé par Ray Harryhausen. Première des quatre collaborations du compositeur avec le tandem Schneer-Harryhausen qui offrira à Herrmann l'occasion de déséquilibrer sans contrainte ses orchestres en toute légitimité et d'explorer ainsi de nouveaux champs d'orchestration à l'image d'un pionnier comme Edgard Varèse. Complété par un ensemble de percussion, l'orchestre s'exprime souvent au travers de quelques instruments singulièrement mis en avant (célesta, glockenspiel, triangle), pour caractériser certains personnages notamment[47]. Pour la princesse, des violons en sourdine s'exprimant uniquement dans le registre aigu. Pour le squelette, il convoque xylophone, castagnettes, wood-blocks, fouet dans un pastiche enlevé de la danse macabre de Camille Saint-Saëns. Souvent condamné pour autocitation (excusable au regard de la quantité de matériel produit sous-exploité), Herrmann réemploie des thèmes composés en 1934 pour CBS (The Arabian Nights). De sa pièce de concert inachevé Egypt - A Tone Picture, il tire le thème de Bagdad[48]. À plusieurs reprises, il tire profit de l'expérience qu'il a acquise dans ses travaux précédent sur l'échelle pentatonique.
- 1958 : Sueurs froides (Vertigo) d'Alfred Hitchcock.
- 1958 : Les Nus et les Morts (The Naked and the Dead) de Raoul Walsh.
- 1959 : La Mort aux trousses (North by Northwest) d'Alfred Hitchcock, dont le motif rythmique caractéristique a une parenté avec celui de la jota finale du ballet El sombrero de tres picos (Le Tricorne) , composé par Manuel de Falla.
- 1959 : Blue-jean (Blue Denim).
- 1959 : Voyage au centre de la Terre (Journey to the Center of the Earth) pour orgues, harpes, cuivres et percussions.
- 1960 : Psychose (Psycho) d'Alfred Hitchcock. Pour ce qui reste sa partition la plus célèbre, Herrmann réduit, en accord avec la photographie et le budget du film, son orchestre à une formation de cordes, cordes dont il exploite toutes les dimensions en jouant de tous les effets possibles (elles se substituent notamment aux percussions). La musique est construite sur un ensemble de motifs non mélodiques, continuellement modulés, modulations qui leur sont propres lorsque ces motifs sont superposés (la musique semble alors dériver en s'égarant dans des jeux de dissonances). Autre caractéristique propre à la signature du compositeur, l'exploitation de la phrase musicale suspendue qui trouve son aboutissement au finale, démonstration éloquente du bon usage de la musique sérielle. Pour influence, on cite le Divertimento pour cordes de Béla Bartók[49].
- 1960 : The Three Worlds of Gulliver coréalisé par Ray Harryhausen.
- 1961 : L'Île mystérieuse (Mysterious Island) coréalisé par Ray Harryhausen.
- 1962 : Les Nerfs à vif (Cape Fear) dont le célèbre motif à quatre notes pour cuivres, par sa simplicité et son efficacité, caractérise tout particulièrement le travail d'Herrmann (pour ce à quoi on le réduit habituellement).
- 1962 : Tendre est la nuit (Tender is the Night) d'Henry King.
- 1962 : Joy in the Morning.
- 1963 : Les Oiseaux (The Birds) d'Alfred Hitchcock (consultant pour les effets sonore).
- 1963 : Jason et les Argonautes (Jason and the Argonauts) coréalisé par Ray Harryhausen.
- 1964 : Pas de printemps pour Marnie (Marnie) d'Alfred Hitchcock.
- 1966 : Fahrenheit 451 de François Truffaut.
- 1967 : La mariée était en noir de François Truffaut.
- 1968 : Twisted Nerve.
- 1971 : The Night Digger convoque le timbre singulier de l'harmonica en contrepoint et rupture sur un ensemble de cordes classique. La violence de cette intrusion, comme celle des glissandi des violons, est balancée par l'emploi de la viole d'amour. Herrmann obtiendra une nouvelle fois que le nom des solistes soient inscrits au générique.
- 1971 : La Bataille de la Neretva (The Battle of Neretva (en)).
- 1973 : Sœurs de sang (Sisters) de Brian De Palma, caractérisé par l'emploi de deux synthétiseurs Moog[50], une orchestration plus que jamais perturbée, et parcouru par un thème typiquement herrmannien, hypnotique et entêtant, joué au glockenspiel.
- 1974 : Le monstre est vivant (It's Alive).
- 1976 : Obsession de Brian De Palma. Œuvre testament dominée par un vaste chœur et un orchestre d’une ampleur sans précédent (avec orgue), dont l’écriture flirte souvent avec l’impressionnisme de Debussy (celui du Martyre de St Sébastien), incluant aussi la polytonalité ou les dissonances agressives déjà exploitées pour Le Rideau déchiré. Avec ce film, le compositeur, en proie depuis toujours à certaines obsessions (sa mort tout particulièrement), renouait contre l'avis de ses médecins avec un engagement total.
- 1976 : Taxi Driver de Martin Scorsese. Herrmann investit enfin le champ du jazz symphonique (incarné notamment par les musiques innovatrices d’Alex North [un des rares compositeurs pour musique de film qu'Herrmann tenait en haute estime], Elmer Bernstein ou Lalo Schifrin).

Exploitations ultérieures du travail d'Herrmann pour le cinéma
- 1978 : Xenogenesis de James Cameron
- 1991 : Les Nerfs à vif (Cape Fear) de Martin Scorsese (ré-orchestré par Elmer Bernstein)
- 1993 : Kika de Pedro Almodóvar (extrait de Psychose)
- 1995 : L'Armée des douze singes (Twelve Monkeys) de Terry Gilliam (extrait de Sueurs froides)
- 1998 : Psycho de Gus Van Sant (ré-orchestré par Danny Elfman)
- 2003 : Trois drôles de dames (extrait de Sueurs froides et Les Nerfs à vif)
- 2003 : Wonderland (extrait de Taxi Driver)
- 2003 : Kill Bill (vol.1) de Quentin Tarantino (extrait de Twisted Nerve)
- 2007 : Boulevard de la mort (Death proof) de Quentin Tarantino
- 2011 : The Artist de Michel Hazanavicius (Scène d'amour, de Sueurs froides, dans son intégralité [5 minutes et 4 secondes]). Un hommage à Hitchcock et au compositeur selon le réalisateur français, mais aussi pour certains un détournement intellectuel de l'œuvre originale qui suscita l'indignation de Kim Novak peu avant la cérémonie des Oscars 2012, l'actrice de Sueurs froides s'estimant «»violé ». Elle exprima son mécontentement par une pleine page qu'elle s'offrit dans le magazine Variety du 9 janvier 2012.)

### Musiques pour séries télévisées
La Quatrième Dimension
- 1959 : Solitude (Where is everybody?) [épisode 1/saison 1]
- 1959 : Souvenirs d'enfance (Walking distance) [5/1]
- 1959 : Le solitaire (The lonely) [7/1]
- 1959 : L'auto-stoppeur (The hitchhicker) [16/1]
- 1960 : L'œil de l'admirateur (Eye of the beholder) [42/2]
- 1961 : Petite fille perdue (Little girl lost) [91/3]
- 1963 : Poupée vivante (Living doll) [126/5]
- 1963 : Le rythme du temps (90 years without slumbering) [132/5]

Alfred Hitchcock présente (The Alfred Hitchcock Hour)
- 1963 : Une maison accueillante (A home away from home) [épisode 33/saison 2]
- 1963 : Terreur (Terror at northfield) [35/2]
- 1963 : La chaine (You'll be the death of me) [36/2]
- 1963 : Une petite ville bien tranquille (Nothing ever happens in Linvale) [38/2]
- 1963 : Le bocal (The jar) [49/2]
- 1963 : Derrière la porte close (Behind the locked door) [54/2]
- 1963 : Un cadavre dans la grange (Body in the barn) [64/2]
- 1964 : (Change of address) [66/3]
- 1964 : Au bord de l'eau (Water's edge) [67/3]
- 1964 : L'œuvre de J.Diaz (The life work of Juan Diaz) [68/3]
- 1964 : Cadavres à discrétion (The McGregor affair) [71/3]
- 1964 : (Misadventure) [72/3]
- 1964 : Le règne des fourmis (Consider her ways) [75/3]
- 1965 : Vous ne me croyez jamais (Where the woodbine twineth) [77/3]
- 1965 : (An unlocked window) [81/3]
- 1965 : Je te tiens par la barbichette (Wally the beard) [83/3]
- 1965 : La scène de la mort (Death scene) [84/3]

Note : aucun de ces épisodes n'est réalisé par Hitchcock
La musique d'Herrmann a aussi habillé occasionnellement plusieurs séries télévisées produites par CBS via l'exploitation de l'imposant matériel musical hérité de leurs collaborations antérieures :
- Gunsmoke
- Perry Mason
- Have Gun — Will Travel
- Rawhide

### Musique pour programmes radiophoniques
La quantité de matériel musical produit par Herrmann pour la radio est énorme (il y travaille près de vingt ans, certaines années à plein temps). Matériel musical qui porte souvent la marque du média pour lequel il a été écrit, soit comme caractéristique première des phrases musicales très courtes (la musique n'est souvent pas superposée à la voix mais utilisée comme pont), même si avec les années Herrmann aura de plus en plus souvent l'occasion de déployer sa musique (avec Norman Corwin tout particulièrement). De ses collaborations sur ces très nombreuses adaptations radiophoniques, on peut pointer pour l'anecdote Les 39 marches, Daniel Webster ou Rebecca (une de ses partitions les plus amples).
Si ce travail associé à une forme artistique propre à son époque n'a pas directement survécu (il est de fait difficilement accessible aujourd'hui), il n'est pas perdu car Herrmann l'exploitera pour le cinéma via la réutilisation ou le développement de motifs.

### Pièces de concert
L'œuvre d'Herrmann dans le domaine de la musique « sérieuse » est peu abondante mais couvre tous les genres. La quasi-totalité de sa production est antérieure à 1951, année où il achève l'écriture de son opéra. Année où l'orchestre symphonique de CBS est démantelé, poussant le compositeur à reconsidérer son engagement dans la composition pour musique de film.
- 1929 : The Forest (poème symphonique)
- 1929 : November Dusk (poème symphonique)
- 1932 : Marche Militaire
- 1932 : Aria pour flute et harpe
- 1935 : Nocturne et Scherzo
- 1935 : Sinfonietta for strings (dont certains éléments sont repris dans Psychose).
- 1935 : Currier and Ives Suite
- 1937 : Concerto pour violons (inachevé)
- 1938 : Moby Dick (cantate)
- 1940 : Johnny Appleseed (cantate inachevée)
- 1941 : Symphonie (symphonie)
- 1942 : The fantasticks
- 1942 : The Devil and Daniel Webster Suite (à partir du travail du compositeur sur le film)
- 1943 : Wells Raises Kane (à partir du travail du compositeur sur les films d'Orson Welles)
- 1943 : For The Fallen
- 1951 : Wuthering Heigths (opéra)
- 1965 : Echoes for string quartet
- 1967 : Souvenir de voyage (quintette pour clarinette)
- 1968 : The King of the Schnorrers (comédie musicale)

### Discographie
La musique d'Herrmann bénéficia, dans la seconde partie des années 1990, d'un regain d'intérêt certain qui se concrétisa par la réédition en CD de la quasi-totalité de ses œuvres significatives (plusieurs dizaines de références). Réédition d'enregistrements originaux ou de ré-enregistrements réalisés par l'auteur lui-même durant sa période londonienne. Mais aussi nouveaux enregistrements d'œuvres complètes ou partielles exploitées dans de nombreuses compilations.
Dans la première catégorie, parmi les plus notables, on peut pointer le travail remarquable de la maison d'édition Varèse Sarabande avec le Royal Scottish National Orchestra. Pour la seconde, on distingue les enregistrements réalisés sous la direction de son ami Elmer Bernstein et du talentueux Esa-Pekka Salonen.

### Documentaire vidéo
- Music for the Movies: Bernard Herrmann : modèle du genre pour son approche didactique et ludique (sélectionné aux Oscars en 1993).
- 20th Century Greats : Bernard Herrmann

### Échantillons utilisés dans d'autres œuvres musicales
- Le titre "Gimme Some More" de l'artiste Hip-Hop Busta Rhymes contient un sample du thème que Bernard Herrmann composa pour le film "Psychose" (1960) d'Alfred Hitchcock. Page Discogs de l’œuvre